# Aspicilia filiformis
Aspicilia filiformis är en lavart som beskrevs av Rosentr. Aspicilia filiformis ingår i släktet Aspicilia och familjen Megasporaceae.   Inga underarter finns listade i Catalogue of Life.